# Lepadella rhodesiana
Lepadella rhodesiana är en hjuldjursart som beskrevs av Wulfert 1965. Lepadella rhodesiana ingår i släktet Lepadella och familjen Lepadellidae. Inga underarter finns listade i Catalogue of Life.